# Crotalaria tweediana
Crotalaria tweediana är en ärtväxtart som beskrevs av George Bentham. Crotalaria tweediana ingår i släktet sunnhampor, och familjen ärtväxter. Inga underarter finns listade i Catalogue of Life.